# Brasilotyphlus braziliensis
Brasilotyphlus braziliensis es una especie de anfibio gimnofión de la familia Caeciliidae. Es monotípica del género Brasilotyphlus.
Es endémica del Brasil: habita en la selva amazónica de Roraima, Amazonas, Pará y Amapá. 